# L'oest boig
L'oest boig (títol original en anglès: Waterhole No. 3) és un western estatunidenc dirigit per William A. Graham i estrenat el 1967. Ha estat doblat al català.

## Argument
Sabent que un atracador acaba d'enterrar el producte del seu furt, prop d'un punt d'aigua, al desert, Lewton Cole marxa a la recerca del tresor. No triga a descobrir-ho, però s'adona que el xèrif el cobeja igualment.

## Repartiment
- James Coburn: Lewton Cole
- Carroll O'Connor: Xèrif John H. Copperud
- Margaret Blye: Billee Copperud
- Claude Akins: Sergent Henry Foggers
- Joan Blondell: Lavinia
- Timothy Agoglia Carey: Hilb
- Bruce Dern: Diputat Samuel P. Tippen
- James Whitmore: Capità Shipley
- Harry Davis: Ben
- Roy Jenson: Doc Quinlen